# Rupert's Land
Rupert's Land var et territorium bestående af store dele af, hvad der i dag er Canada. Det var ejet af Hudson's Bay Company i 200 år. Fra 1670 til 1870. 
| Historie | Spire Denne historieartikel er en spire som bør udbygges. Du er velkommen til at hjælpe Wikipedia ved at udvide den. |

57°00′N 92°18′V / 57°N 92.3°V